# Babinského reflex

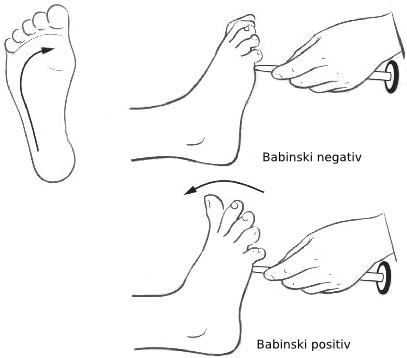
Negativní a pozitivní Babinského reflex

Babinského reflex, též Babinskiho reflex (anglicky plantar reflex) je jeden z primárních reflexů, který lze pozorovat u malých dětí; v roce 1896 jej popsal francouzský neurolog Joseph Babinski.
Diagnostikuje se pohybem tupého předmětu po plosce nohy, směrem od paty k malíku až k palci. Normální reakce zdravého dospělého jedince je pokrčení palce směrem dolů (flexe), opačná reakce palce (extense), může signalizovat u dospělého jedince onemocnění, u dětí je to však známka Babinského reflexu. Interpretace tohoto vyšetření může být však velice sporná a pohyby palce velice nepatrné.

## Fyziologie
Normální reakce na stimulaci plosky nohy u dětí je ohnutí palce nahoru, tento jev je pozorován u všech savců; jeho vývoj u savců zkoumal na přelomu století Charles Scott Sherrington. Tento jev se netýká pouze nohou, ale je nejvíce patrný u dolních končetin, protože mozek má u předních končetin přímější kontrolu. Reakce není způsobena jen stimulováním receptorů kůže, ale také hlouběji uloženými receptory. Pokud reflex přetrvává i do dospělosti, může signalizovat poškození horního motorického neuronu, někdy to může být vodítko k odhalení závažnějšího problému.
Pro záchranáře je reflex důležitým znakem závažného poškození. Pokud má člověk po zranění v sanitce pozitivní Babinského reflex (prsty vějířovitě roztáhne a budou směřovat nahoru), tak je to téměř vždy známka nitrolebečního krvácení.

## Diagnostika

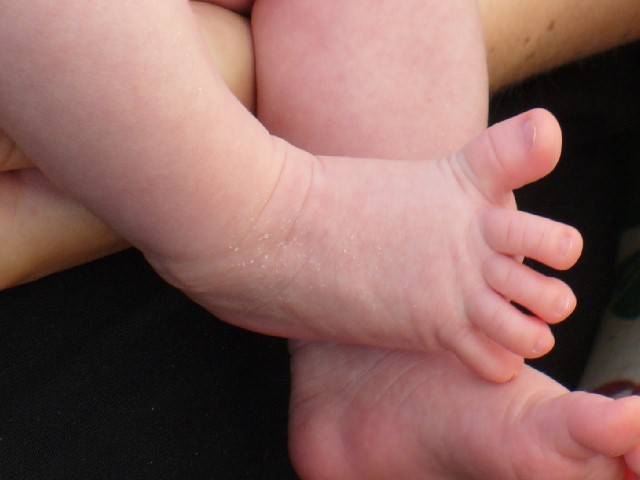
Pozitivní Babinského reflex u novorozence

Pacient by se měl nacházet v příjemné poloze (ideálně by měl ležet na zádech) a chodidlo by mělo být natažené. Tupým předmětem přejedeme pomalu po spodní straně chodidla směrem od paty k prstům, tak abychom nezpůsobili zranění, nepohodlí či bolest. Většina lékařů se shoduje, že citlivější na tuto metodu je vnitřní hrana chodidla, která je proto k testování reflexu vhodnější.
Na tento podnět existují tři možné reakce:
1. Prsty u nohou se skrčí směrem dolů, nastane takzvaná flexe – tuto reakci lze očekávat u zdravých dospělých jedinců.
2. Prsty u nohou se napřímí a zvednou směrem nahoru, nastane takzvaná extense – tato reakce se nazývá babinský znak (babinský reflex); je normální do dvou let věku dítěte, pak se považuje za patologickou.
3. Žádná odpověď.

Znaky, které by měly provázet správnou diagnostiku Babinského reflexu:
- Respondent by neměl cítit bolest a experiment by mu neměl být výrazně nepříjemný. Pokud je mu například nepříjemný dotyk na plosce nohy, může vyšetřující přesunout testování na vnější stranu plosky, kde je většina pacientů méně citlivá.
- Testující by měl dbát na šperky na nohou, rušivé elementy v okolí a jiné rozptylující elementy, které by mohly způsobit falešnou pozitivní reakci.
- Pozorovaná reakce by měla být relativně pomalá a nijak osobně kontrolovaná (avšak názory se v této problematice stále liší).
- Diagnostikovat by měl zkušený odborník a měl by si všímat i těch nejmenších náznaků. Pohyb svalu, který však nezapříčiní viditelný pohyb palce, ale je viditelný po kůží, může také mít výpovědní hodnotu.